# Serruria ventricosa
Serruria ventricosa är en tvåhjärtbladig växtart som beskrevs av Phillips & Hutchinson. Serruria ventricosa ingår i släktet Serruria och familjen Proteaceae. Inga underarter finns listade i Catalogue of Life.